# Aurora Mesa Andraca
Aurora Mesa Andraca (Chilpancingo, 9 de septiembre de 1900-28 de abril de 1978) fue una trabajadora social y política la cual llegó a  ser reconocida como la primera mujer presidenta del Consejo Municipal de Chilpancingo en el periodo 1936-1937.

## Biografía
Nació el 9 de septiembre de 1900 en la ciudad de Chilpancingo. Hija del abogado Nicolás Mesa y la señora Aurelia Andraca. 
Estudió la primaria en su ciudad natal pero la concluyó en Acapulco (Guerrero), ya que su padre fue nombrado juez de distrito y se vieron con la necesidad se trasladarse. En el año de 1915 se vuelven a cambiar de ciudad, esta vez llegando a la Ciudad de México donde ingresó a la Escuela Sor Juana Inés de la Cruz y recibió enseñanza especial de bordado, costura, economía doméstica y lo que se conoce como trabajo social.
En 1922, viaja con su padre y su hermano mayor a Europa; donde perfecciona algunos conocimientos de arte y colabora con la delegación mexicana instalada en París hasta el gobierno del general Gabriel Guevara cuando regresan a México y su padre es nombrado magistrado del Tribunal Superior de Justicia y ella se inicia como trabajadora social en su ciudad natal, colaborando con el doctor Enrique Olea y Leyva en la Secretaría de Salubridad del estado de Chilpancingo.

## Trayectoria política
Durante el periodo de gobierno del general José Inocente Lugo (1935–1937), se declara la desaparición de poderes (5–11–1935) y Aurora fue nombrada presidenta del Consejo Municipal de Chilpancingo; cargo del que tomó posesión el 1 de enero de 1936, entregando dicha responsabilidad el 22 de marzo de 1937 al señor Rafael Alarcón. Convirtiendo este hecho a Aurora Mesa en la primera mujer que en la República Mexicana, y en América Latina que desempeñó ese cargo aún antes de que el 12 de febrero de 1947 el Diario Oficial de la Federación publicara el decreto que impedía la participación de la mujer en actividades políticas (mismo que se abolió en diciembre de 1952 cuando el poder Legislativo probó la iniciativa presidencial del periodo de Adolfo Ruiz Cortínez de otorgar el voto a la mujer en su Informe de labores del 1 de septiembre de 1953).
Como alcaldesa mejoró la ciudad: en 14 meses al frente del Consejo Municipal realizó el empedrado de varias calles; construyó un puente en el barrio de Tequicorral; fundó la delegación de la cruz roja en el estado; la reforestación del jardín Cuéllar y de Tequicorral; la reinstalación del Hospital Civil Guerrero; proporcionó la planta de luz para alumbrar la ciudad y estableció la primera guardería infantil que funcionó en Chilpancingo la cual paso a cambiar su nombre a Bertha Von Glümer, en honor la ilustre educadora; la realización del primer censo socioeconómico de la ciudad; la colaboración en la campaña contra la viruela, cuando esta enfermedad atacó a la població del estado.
En 1938, volvió a Europa y estuvo en París hasta mayo de 1939. A su regreso, ingresó a la Secretaría del Trabajo en Huitzuco y Arcelia y finalmente se jubiló en 1966.
Falleció a los 78 años de edad el  28 de abril de 1978 en la ciudad de Chilpancingo, en donde fue inhumada por deseo expreso.

## Reconocimientos
Las autoridades municipales y estatales del estado de Guerrero  instituyeron la Medalla “Aurora Mesa Andraca”, como máxima presea para las mujeres distinguidas  en el desarrollo económico, social y político de dicha entidad.